# 건담 X
건담 X(영어: Gundam X, 일본어: ガンダムX, ガンダムエックス)는 1996년에 방영된 TV 애니메이션 《기동신세기 건담 X》에 등장하는 모빌 슈트(MS)로 분류되는 가공의 유인 조종식 인간형 로봇 병기이다.
강력한 전략무기를 가지고 있는 지구연방군의 NT(뉴타입) 전용 건담 타입 모빌 슈트(MS)이다. 작품 내에서는 주인공인 가로드 란이나 쟈밀 니트가 탑승해 대량살상무기의 업을 짊어진 존재로 그려진다. 메카닉 디자인은 오오카와라 쿠니오가 담당하였다.

## 같이 보기
- 기동신세기 건담 X
- 건담 더블 X